# アイトール・エステバン
アイトール・エステバン・ブラボ（Aitor Esteban Bravo, 1962年6月21日 - ）は、スペイン・ビスカヤ県ビルバオ出身の政治家。バスク民族主義党(PNV)所属。2004年からスペイン下院議員を務めており、2012年からスペイン下院におけるバスク民族主義党のスポークスパーソンを務めている。

## 経歴
父親はバスク地方のビスカヤ県出身であり、母親はカスティーリャ地方のソリア県出身である。1962年、アイトール・エステバンはビスカヤ県ビルバオに生まれ、ビルバオにあるデウスト大学で法学の博士号(PhD)を取得した。エステバンは法学のほかにアメリカ先住民文化の専門家でもあり、先住民法の研究者でもある。その後はデウスト大学で教員を務め、バスク地方の憲法法や法制度、行政法、北アメリカやメソアメリカの先住民の歴史・文化などについて教えた。バスク民族主義を支持しているものの、実利主義的でもあるとされる。
エステバンは16歳の時にバスク民族主義党(PNV)の党員となり、1983年にはバスク民族主義党の青年支部長に選出された。1995年から2003年にはバスク民族主義党のビスカヤ県支部長を務めた。
2004年スペイン議会総選挙ではビスカヤ県選挙区からスペイン下院議員に選出された。2008年スペイン議会総選挙、2011年スペイン議会総選挙、2015年スペイン議会総選挙、2016年スペイン議会総選挙、2019年4月スペイン議会総選挙でスペイン下院議員に再選されている。2012年にはスペイン下院におけるバスクグループのスポークスパーソンに選出された。

## 人物
バスク民族主義党の党員であるイチャソ・アトゥチャと結婚しており、2人の子どもを儲けている。